# Stazione di Pederobba-Cavaso-Possagno
Stazione di Pederobba-Cavaso-Possagno vasútállomás Olaszországban, Veneto régióban, mely Pederobba, Cavaso del Tomba és Possagno településeket szolgálja ki.

## Vasútvonalak
Az állomást az alábbi vasútvonalak érintik:
- Calalzo–Padova-vasútvonal

## Kapcsolódó állomások
A vasútállomáshoz az alábbi állomások vannak a legközelebb: 
- Stazione di Alano-Fener-Valdobbiadene
- Stazione di Levada